# Santo Daime
Santo Daime és un culte sincrètic que va sorgir en l'estat brasiler d'Acre, en l'Amazònia, en els anys trenta del segle xx. El seu fundador va ser Raimundo Irineu Serra, anomenat pels seus contemporanis Padrinho Irineu i pels seus seguidors d'avui dia Mestre Irineu.
És un culte que reuneix elements cristians (del catolicisme popular), de la tradició espíritista europea, indígenes i africans en un treball espiritual que explica també amb la ingestió d'ayahuasca, una infusió amb més de 5.000 anys d'antiguitat, beguda sagrada dels inques i les comunitats del riu Putumayo a Colòmbia consumida des d'abans de l'arribada dels espanyols a Amèrica. També la usen altres tribus de la conca del riu Amazones. Posseeix ritus basats en la ingesta de substàncies enteogenes, buscant estats alterats de la consciència i de la ment.
S'estima que als anys 2020s hi ha 10.000 seguidors d'aquesta doctrina al món. Hi ha esglésies legalment instituïdes en gairebé tots els estats brasilers i en països com Espanya i els Països Baixos, a més de grups que celebren els cultes de la doctrina en països com el Perú, Bolívia, Estats Units, el Canadà, el Japó, Mèxic, l'Argentina, Xile, Uruguai, Veneçuela, l'Equador, Colòmbia i Portugal.